# آنتارترا
آنتارترا (به لاتین: Antaretra) یک منطقهٔ مسکونی در ماداگاسکار است که در ایفانادیانا واقع شده‌است. آنتارترا ۱۰٬۰۰۰ نفر جمعیت دارد و ۳۲۰ متر بالاتر از سطح دریا واقع شده‌است.